# Radio One (Österreich)
Radio One ist ein österreichischer Privatradiosender mit einem Musikprogramm der 1980er bis heute. Zugeschnitten auf eine jung-urbane Zielgruppe deren schwerpunktmäßig Themen aus Technik und Naturwissenschaft sind.
Radio One strahlt stündlich Nachrichten, Wetter sowie Verkehrsinformationen aus. Bis September 2023 war der Sender unter dem Namen Technikum One bekannt. Die technische Reichweite beträgt 83 % der Bevölkerung (entspricht 7,6 Millionen). Programmchef des Senders ist Christian Brunner.

## Geschichte
Unter dem Namen „Technikum One“ ging der Sender erstmals 2015 online. Ab dem 28. Mai 2015 war der Sender Betreiber des ersten DAB+ Testprogramms in Wien. Nach dem Erfolg des Pilotprojekts begann die Vorbereitung auf den ersten landesweiten Bundesmux (Bundesweiter Multiplex I) der schließlich am 28. Mai 2019 startete und Technikum One als Radiosender beinhaltete.
Seit dem Start versorgen drei Sendeanlagen den Großraum Wien, dazu kamen Sender in Graz, Linz, am Sonnwendstein und am Pfänder. Durch den abgeschlossenen Endausbau des Bundemux können 83 % der österreichischen Bevölkerung den Sender empfangen.
Violeta Kaličanin, Leiterin der Finanzabteilung der FH Technikum Wien wurde, Anfang Februar 2022, neben Gernot Fischer Geschäftsführerin der RTG Radio Technikum GmbH.
Am 4. September 2023 wurde der Sender schließlich zu „Radio One - Die neue Hitgarantie“ umbenannt.

## Moderation
- Florin Höfle: seit März 2022
- Gerlinde Leitner: seit September 2023
- Jacky Becker-Lohberger: -
- Mario Toifl: seit Oktober 2020
- Maximilian Karan: seit 2015

## Empfang
Gesendet wird österreichweit auf DAB+ sowie in Wien mit Radio Technikum City ein weiteres Programm der RTG Radio Technikum GmbH.